# Partecipanti alla Vuelta a España 2004
Elenco dei partecipanti alla Vuelta a España 2004.
Alla competizione presero parte 21 squadre, 8 delle quali con licenza spagnola. Ognuna di esse era composta da 9 corridori, per un totale di 189 ciclisti. Tuttavia a seguito di controlli medici, due giorni prima della partenza Francesco Casagrande della Lampre e Carlos Golbano della Paternina-Costa de Almería, vennero sospesi in via cautelare per 15 giorni e non poterono prendere il via della corsa. Il numero effettivo dei partenti era perciò di 187.

## Corridori per squadra
Nota: R ritirato, NP non partito, FT fuori tempo massimo
| Liberty Seguros                  | Liberty Seguros                  | Liberty Seguros                  | Fassa Bortolo              | Fassa Bortolo              | Fassa Bortolo              | Relax-Bodysol                      | Relax-Bodysol                      | Relax-Bodysol                      |
| -------------------------------- | -------------------------------- | -------------------------------- | -------------------------- | -------------------------- | -------------------------- | ---------------------------------- | ---------------------------------- | ---------------------------------- |
| 1                                | Roberto Heras                    | 1º                               | 71                         | Aitor González             | NP 18ª                     | 141                                | José Alberto Martínez              | R 17ª                              |
| 2                                | Isidro Nozal                     | 7º                               | 72                         | Alessandro Petacchi        | NP 15ª                     | 142                                | José Miguel Elías                  | 39º                                |
| 3                                | René Andrle                      | 110º                             | 73                         | Dario David Cioni          | 52º                        | 143                                | Xavier Florencio                   | 90º                                |
| 4                                | Giampaolo Caruso                 | 72º                              | 74                         | Guido Trenti               | 113º                       | 144                                | Josep Jufré                        | 62º                                |
| 5                                | Koldo Gil                        | 61º                              | 75                         | Julián Sánchez Pimienta    | 105º                       | 145                                | Nacor Burgos                       | R 17ª                              |
| 6                                | Igor González de Galdeano        | 96º                              | 76                         | Fabio Sacchi               | R 14ª                      | 146                                | Luis Pasamontes                    | 20º                                |
| 7                                | Jan Hruška                       | 99º                              | 77                         | Volodymyr Hustov           | 97º                        | 147                                | José Luis Rebollo                  | 51º                                |
| 8                                | Marcos Serrano                   | 12º                              | 78                         | Alberto Ongarato           | R 17ª                      | 148                                | Bert Roesems                       | R 14ª                              |
| 9                                | Dariusz Baranowski               | 33º                              | 79                         | Marco Velo                 | 114º                       | 149                                | Johan Vansummeren                  | 35º                                |
| Comunidad Valenciana-Kelme       | Comunidad Valenciana-Kelme       | Comunidad Valenciana-Kelme       | Illes Balears-Banesto      | Illes Balears-Banesto      | Illes Balears-Banesto      | Saeco                              | Saeco                              | Saeco                              |
| 11                               | Alejandro Valverde               | 4º                               | 81                         | Francisco Mancebo          | 3º                         | 151                                | Damiano Cunego                     | 16º                                |
| 12                               | David Blanco                     | 10º                              | 82                         | Denis Men'šov              | R 14ª                      | 152                                | Danilo Di Luca                     | R 19ª                              |
| 13                               | Francisco Cabello                | 102º                             | 83                         | José Luis Arrieta          | 28º                        | 153                                | Paolo Fornaciari                   | 117º                               |
| 14                               | Carlos García Quesada            | 5º                               | 84                         | Antonio Colom              | 101º                       | 154                                | Juan Manuel Fuentes                | 81º                                |
| 15                               | Eladio Jiménez                   | 19º                              | 85                         | José Vicente García        | 106º                       | 155                                | Marius Sabaliauskas                | 87º                                |
| 16                               | José Cayetano Juliá              | 100º                             | 86                         | Joan Horrach               | 24º                        | 156                                | Giosuè Bonomi                      | R 9ª                               |
| 17                               | David Latasa                     | 50º                              | 87                         | Pablo Lastras              | 38º                        | 157                                | Eddy Mazzoleni                     | 70º                                |
| 18                               | Javier Pascual Rodríguez         | 53º                              | 88                         | Unai Osa                   | 21º                        | 158                                | Alessandro Spezialetti             | 116º                               |
| 19                               | Rubén Plaza                      | R 19ª                            | 89                         | Mikel Pradera              | 83º                        | 159                                | Sylwester Szmyd                    | 74º                                |
| AG2R Prévoyance                  | AG2R Prévoyance                  | AG2R Prévoyance                  | Lampre                     | Lampre                     | Lampre                     | Saunier Duval-Prodir               | Saunier Duval-Prodir               | Saunier Duval-Prodir               |
| 21                               | Mikel Astarloza                  | R 14ª                            | 91                         | Francesco Casagrande       | NP 1ª                      | 161                                | Joseba Beloki                      | R 16ª                              |
| 22                               | Stéphane Berges                  | R 9ª                             | 92                         | Igor Astarloa              | NP 12ª                     | 162                                | David Cañada                       | 47º                                |
| 23                               | Iñigo Chaurreau                  | 55º                              | 93                         | Simone Bertoletti          | R 6ª                       | 163                                | Rafael Casero                      | 75º                                |
| 24                               | Andy Flickinger                  | R 9ª                             | 94                         | Alessandro Cortinovis      | 82º                        | 164                                | Juan Carlos Domínguez              | R 12ª                              |
| 25                               | Stéphane Goubert                 | R 12ª                            | 95                         | Juan Manuel Gárate         | 23º                        | 165                                | Fabian Jeker                       | R 10ª                              |
| 26                               | Nicolas Inaudi                   | R 9ª                             | 96                         | Mariano Piccoli            | 115º                       | 166                                | Miguel Á. Martín Perdiguero        | R 19ª                              |
| 27                               | Christophe Oriol                 | R 12ª                            | 97                         | Manuel Quinziato           | 94º                        | 167                                | Leonardo Piepoli                   | 27º                                |
| 28                               | Erki Pütsep                      | R 17ª                            | 98                         | Michele Scotto D'Abusco    | R 12ª                      | 168                                | Joaquim Rodríguez                  | 42º                                |
| 29                               | Julien Laidoun                   | R 9ª                             | 99                         | Daniele Righi              | 107º                       | 169                                | Constantino Zaballa                | 30º                                |
| Alessio-Bianchi                  | Alessio-Bianchi                  | Alessio-Bianchi                  | Paternina-Costa de Almería | Paternina-Costa de Almería | Paternina-Costa de Almería | Team CSC                           | Team CSC                           | Team CSC                           |
| 31                               | Pietro Caucchioli                | R 14ª                            | 101                        | Ion del Río                | R 12ª                      | 171                                | Carlos Sastre                      | 6º                                 |
| 32                               | Angelo Furlan                    | NP 9ª                            | 102                        | David Fernández            | NP 19ª                     | 172                                | Thomas Bruun Eriksen               | R 12ª                              |
| 33                               | Martin Hvastija                  | R 9ª                             | 103                        | Carlos Golbano             | NP 1ª                      | 173                                | Manuel Calvente                    | 37º                                |
| 34                               | Ruslan Ivanov                    | 77º                              | 104                        | Jorge Ferrío               | 17º                        | 174                                | Vladimir Gusev                     | 93º                                |
| 35                               | Vladimir Miholjević              | 78º                              | 105                        | José Á. Gómez Marchante    | 8º                         | 175                                | Jörg Jaksche                       | 44º                                |
| 36                               | Klaus Michael Møller             | 80º                              | 106                        | Francisco Lara             | 14º                        | 176                                | Peter Luttenberger                 | 85º                                |
| 37                               | Cristian Moreni                  | R 18ª                            | 107                        | David Herrero              | 73º                        | 177                                | Frank Høj                          | 112º                               |
| 38                               | Ellis Rastelli                   | R 19ª                            | 108                        | Joaquín López              | 69º                        | 178                                | Fränk Schleck                      | 46º                                |
| 39                               | Scott Sunderland                 | R 5ª                             | 109                        | Carlos Torrent             | R 9ª                       | 179                                | Brian Vandborg                     | R 17ª                              |
| Café Baqué                       | Café Baqué                       | Café Baqué                       | Phonak Hearing Systems     | Phonak Hearing Systems     | Phonak Hearing Systems     | T-Mobile Team                      | T-Mobile Team                      | T-Mobile Team                      |
| 41                               | Félix Cárdenas                   | 29º                              | 111                        | Óscar Sevilla              | 22º                        | 181                                | Aleksandr Vinokurov                | NP 18ª                             |
| 42                               | Peio Arreitunandia               | R 17ª                            | 112                        | Tyler Hamilton             | NP 13ª                     | 182                                | Santiago Botero                    | R 5ª                               |
| 43                               | Hernán Buenahora                 | 32º                              | 113                        | Gonzalo Bayarri            | R 12ª                      | 183                                | Cadel Evans                        | 60º                                |
| 44                               | Francisco Tomás García           | 41º                              | 104                        | Santos González            | R 14ª                      | 184                                | Torsten Hiekmann                   | R 5ª                               |
| 45                               | Herbert Gutiérrez                | 111º                             | 105                        | Bert Grabsch               | 86º                        | 185                                | Andreas Klier                      | R 6ª                               |
| 46                               | Iván Parra                       | 34º                              | 106                        | José Enrique Gutiérrez     | 31º                        | 186                                | Tomáš Konečný                      | R 9ª                               |
| 47                               | David Plaza                      | 18º                              | 107                        | Nicolas Jalabert           | R 10ª                      | 187                                | Stephan Schreck                    | 58º                                |
| 48                               | Aitor Pérez                      | 66º                              | 108                        | Santiago Pérez             | 2º                         | 188                                | Steffan Wesemann                   | R 5ª                               |
| 49                               | Ricardo Serrano                  | FT 12ª                           | 109                        | Tadej Valjavec             | 26º                        | 189                                | Erik Zabel                         | 43º                                |
| Cofidis, Le Crédit par Téléphone | Cofidis, Le Crédit par Téléphone | Cofidis, Le Crédit par Téléphone | Quick Step-Davitamon       | Quick Step-Davitamon       | Quick Step-Davitamon       | US Postal Service p/b Berry Floor  | US Postal Service p/b Berry Floor  | US Postal Service p/b Berry Floor  |
| 51                               | Daniel Atienza                   | 25º                              | 121                        | José Antonio Pecharromán   | 49º                        | 191                                | Michael Barry                      | NP 18ª                             |
| 52                               | Íñigo Cuesta                     | R 9ª                             | 122                        | László Bodrogi             | R 10ª                      | 192                                | Manuel Beltrán                     | 13º                                |
| 53                               | Bingen Fernández                 | 67º                              | 123                        | José Antonio Garrido       | 98º                        | 193                                | Benoît Joachim                     | 57º                                |
| 54                               | Stuart O'Grady                   | NP 14ª                           | 124                        | Pedro Horrillo             | 88º                        | 194                                | Floyd Landis                       | R 18ª                              |
| 55                               | Luis Pérez Rodríguez             | 9º                               | 125                        | Kevin Hulsmans             | 104º                       | 195                                | Gennadij Michajlov                 | 63º                                |
| 56                               | Arnaud Coyot                     | R 12ª                            | 126                        | Luca Paolini               | NP 19ª                     | 196                                | Víctor Hugo Peña                   | 45º                                |
| 57                               | Guido Trentin                    | 76º                              | 127                        | Patrik Sinkewitz           | NP 9ª                      | 197                                | Antonio Cruz                       | 68º                                |
| 58                               | Cédric Vasseur                   | 36º                              | 128                        | Bram Tankink               | 64º                        | 198                                | Max van Heeswijk                   | R 9ª                               |
| 59                               | Matthew White                    | 119º                             | 129                        | Jurgen Van Goolen          | 56º                        | 199                                | David Zabriskie                    | R 17ª                              |
| Euskaltel-Euskadi                | Euskaltel-Euskadi                | Euskaltel-Euskadi                | Rabobank                   | Rabobank                   | Rabobank                   | Vini Caldirola-Nobili Rubinetterie | Vini Caldirola-Nobili Rubinetterie | Vini Caldirola-Nobili Rubinetterie |
| 61                               | Haimar Zubeldia                  | 40º                              | 131                        | Óscar Freire               | R 12ª                      | 201                                | Stefano Garzelli                   | 11º                                |
| 62                               | Joseba Albizu                    | R 12ª                            | 132                        | Jan Boven                  | R 17ª                      | 202                                | Dario Andriotto                    | 103º                               |
| 63                               | Mikel Artetxe                    | 108º                             | 133                        | Kevin De Weert             | 71º                        | 203                                | Patrick Calcagni                   | 65º                                |
| 64                               | Iñaki Isasi                      | 89º                              | 134                        | Maarten den Bakker         | 84º                        | 204                                | Mauro Gerosa                       | 95º                                |
| 65                               | Roberto Laiseka                  | 54º                              | 135                        | Robert Hunter              | R 9ª                       | 205                                | Marco Milesi                       | 109º                               |
| 66                               | Alberto López de Munain          | 91º                              | 136                        | Ronald Mutsaars            | R 12ª                      | 206                                | Roberto Sgambelluri                | 79º                                |
| 67                               | Samuel Sánchez                   | 15º                              | 137                        | Joost Posthuma             | 92º                        | 207                                | Marco Zanotti                      | R 14ª                              |
| 68                               | Aitor Silloniz                   | 118º                             | 138                        | Pieter Weening             | 59º                        | 208                                | Pavel Tonkov                       | R 12ª                              |
| 69                               | Josu Silloniz                    | R 7ª                             | 139                        | Thorwald Veneberg          | 48º                        | 209                                | Steve Zampieri                     | R 9ª                               |

## Ciclisti per nazione
Le nazionalità rappresentate nella manifestazione sono 26; in tabella il numero dei ciclisti suddivisi per la propria nazione di appartenenza:
| Numero ciclisti | Nazione                                                                                         |
| --------------- | ----------------------------------------------------------------------------------------------- |
| 82              | Spagna                                                                                          |
| 32              | Italia                                                                                          |
| 9               | Francia                                                                                         |
| 8               | Germania, Paesi Bassi                                                                           |
| 6               | Colombia                                                                                        |
| 5               | Belgio, Stati Uniti                                                                             |
| 4               | Australia, Danimarca, Russia                                                                    |
| 3               | Rep. Ceca, Svizzera                                                                             |
| 2               | Lussemburgo, Polonia, Slovenia                                                                  |
| 1               | Austria, Canada, Croazia, Estonia, Kazakistan, Lituania, Moldavia, Sudafrica, Ucraina, Ungheria |